# Wish〜ねがい〜
『Wish〜ねがい〜』（ういっしゅ　ねがい）は、モンゴル出身の歌手オユンナの5thアルバム。2006年11月18日にプライベートレーベルであるイーストウイングよりリリースされた。

## 解説
- キャッチコピー: あなたに出会うためだけに、私は生まれてきたの…
- 前作から8年間というインターバルをあけて発表された。これはオユンナが、結婚、育児、大学院での研究と私生活において多忙だった為である。しかし、この間、音楽（コンサート）活動は継続していた。2005年に大学院を卒業したのを機にアルバム制作の準備が開始された。
- プライベートレーベルということから100%オユンナ自身のセルフプロデュースによって制作されたのが特徴である。編曲アレンジ、レコーディング、写真撮影等すべての作業を彼女の祖国モンゴルで行い、オユンナ自身の書き下ろした作品の他、モンゴルの著名なアーティストから提供してもらった作品が収録されている。
- このアルバムは2006年9月に日本より一足先にモンゴルで発売されたアルバム「Зуудий учрал」をベースに、日本発売用に日本語の歌詞をのせレコーディングし直したアルバムである。結果として日本とモンゴルのアーティスト、クリエーターによるコラボレーションアルバムとなった。

## 収録曲
1. あなたに出会うために
  - 作詞: 藤公之介、作曲: オユンナ、編曲: B.ナランズン
2. 愛は風のように
  - 作詞: 藤公之介、作曲: オユンナ、編曲: N.ハリュン
3. 風の色
  - 作詞: ながい裕樹、作曲: オユンナ、編曲: 海老原真二
4. もうひとりのあなた
  - 作詞: 藤公之介、作曲: G.ブレフドルジ、編曲: S.ガントゥル
5. この道をゆく
  - 作詞: 藤公之介、作曲: オユンナ、編曲: B.ナランズン
6. 白夜
  - 作詞: 山川雅美、作曲: B.ナランズン、編曲: B.ナランズン
7. 遥かな朝
  - 作詞: 山川雅美、作曲: オユンナ、編曲: B.ナランズン
8. 夢は叶う
  - 作詞: 藤公之介、作曲: オユンナ、編曲: 槌田靖識
9. 千の風になって
  - 原詩: 不明、日本語訳詞/作曲: 新井満、編曲: 海老原真二
10. あなたに出会うために（モンゴル語）
  - 作詞/作曲: オユンナ、編曲: B.ナランズン